# Tmesisternus metalliceps
Tmesisternus metalliceps är en skalbaggsart som beskrevs av Stefan von Breuning 1940. Tmesisternus metalliceps ingår i släktet Tmesisternus och familjen långhorningar. Inga underarter finns listade i Catalogue of Life.